# 川崎多津也
川崎 多津也（かわさき たつや、1961年6月6日 - ）は日本の映画プロデューサー。

## 主な作品

### 映画
- アイ・ラヴ・ユー（1999年） - プロデューサー
- アイ・ラヴ・フレンズ（2001年） - プロデューサー
- アイ・ラヴ・ピース（2003年） - プロデューサー
- 僕たちのプレイボール（2010年） - プロデューサー
- カルテット!（2011年） - スチール